# مهمان نامرئی
مهمان نامرئی یا همراه مرموز (نام اسپانیایی: Contratiempo) فیلمی اسپانیایی در ژانر جنایی است که در ۲۳ سپتامبر ۲۰۱۶ در جشنواره فانتاستیک فست از سوی برادران وارنر منتشر شد. از بازیگران آن می‌توان به ماریو کاساس اشاره کرد.
تاکنون پنج فیلم دقیقاً بر اساس این فیلمنامه ساخته و منتشر شده‌است:
فیلم The Invisible Witness (شاهد نامرئی) به زبان ایتالیایی در سال ۲۰۱۸ توسط کمپانی برادران وارنر منتشر شد.
همچنین سه فیلم هندی نیز بر اساس این فیلم ساخته شده‌اند. در سال ۲۰۱۹ دو فیلم با نام Badla (انتقام)، با بازی آمیتاب باچان، به زبان هندی و دیگری به نام Evaru (چه کسی)، با بازی آدیوی سِش، به زبان تلوگو و در سال ۲۰۲۳ نیز فیلم Yadha Yadha Hi (فقط گاهی اوقات) به زبان کنادا. 
فیلم دیگر یک فیلم کره‌ای به نام اعتراف می‌باشد که در سال ۲۰۲۲ ساخته شد که تغییرات اندکی در پایان‌بندی فیلمنامه داده است.

## بازیگران
- ماریو کاساس
- آنا واگنر
- خوزه کرونادو
- باربارا لنی
- داوید سلباس
- فرانسزگ اوریا